# Curtis Lofton
Curtis Tremayne Lofton (* 12. Juni 1986 in Kingfisher, Oklahoma) ist ein ehemaliger US-amerikanischer American-Football-Spieler auf der Position des Linebackers. Er spielte für die Atlanta Falcons, die New Orleans Saints und die Oakland Raiders in der National Football League (NFL).

## Frühe Jahre
Lofton ging in seiner Geburtsstadt Kingfisher auf die High School. Später besuchte er die University of Oklahoma. Am 14. Januar 2008 gab er bekannt, dass er am NFL-Draft 2008 teilnimmt.

## NFL

### Atlanta Falcons
Im NFL-Draft 2008 wurde Lofton in der zweiten Runde an 37. Stelle von den Atlanta Falcons ausgewählt. Lofton wurde in seiner Rookie-Saison direkt als Starter eingesetzt. 2010 und 2011 führte er das Team in Tackles an.

### New Orleans Saints
Am 24. März 2011 nahmen die New Orleans Saints Lofton für fünf Jahre unter Vertrag. 2012 führte er das Team in Tackles an (123). Nach der Saison 2014 wurde Lofton entlassen.

### Oakland Raiders
Am 11. März 2015 unterschrieb Lofton einen Vertrag bei den Oakland Raiders. Am 11. März 2016 wurde er entlassen.